# Thalictrum fendleri
Thalictrum fendleri är en ranunkelväxtart som beskrevs av Georg George Engelmann och Asa Gray. Thalictrum fendleri ingår i släktet rutor, och familjen ranunkelväxter.

## Underarter
Arten delas in i följande underarter:
- T. f. polycarpum
- T. f. wrightii

## Bildgalleri

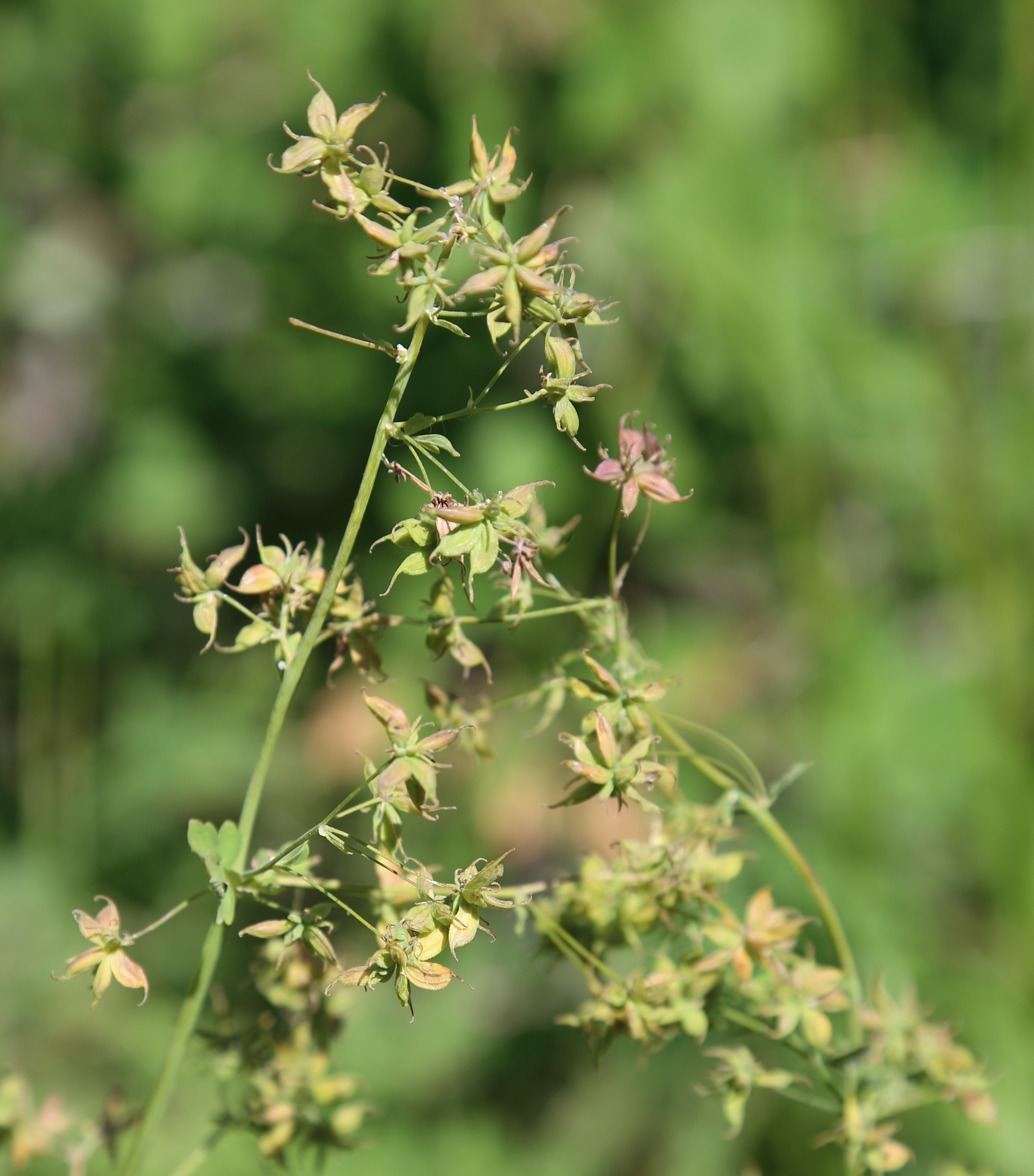
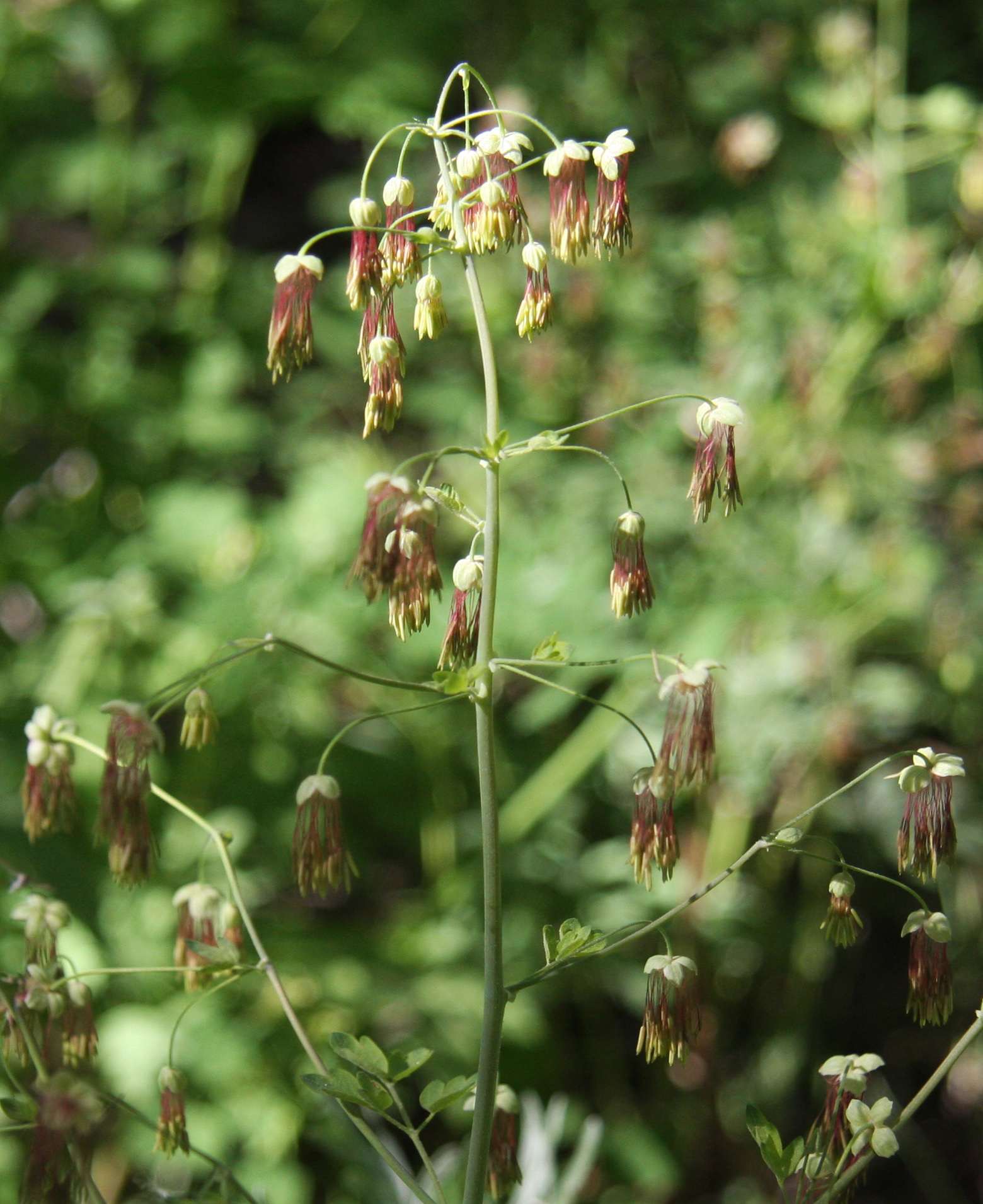
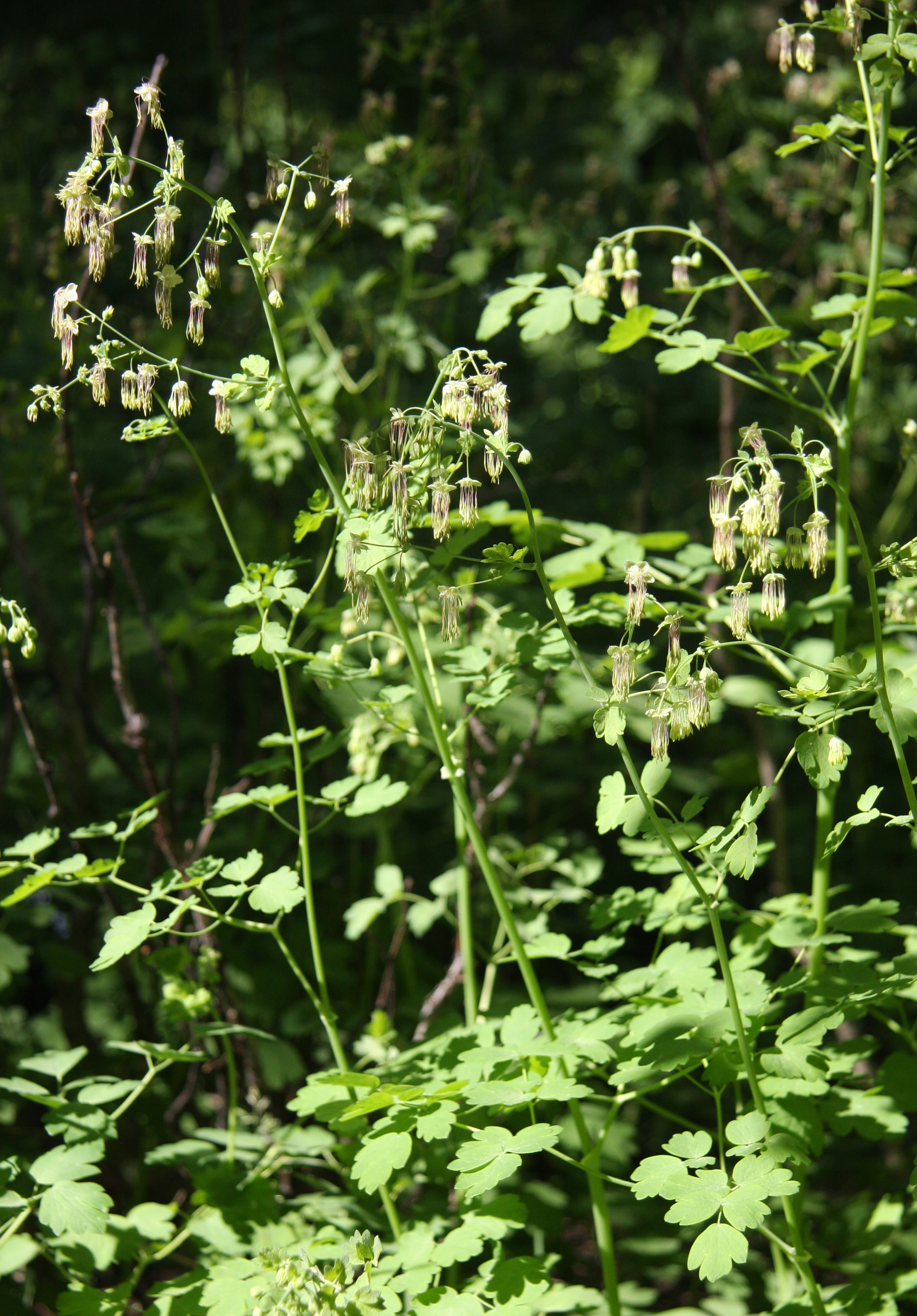
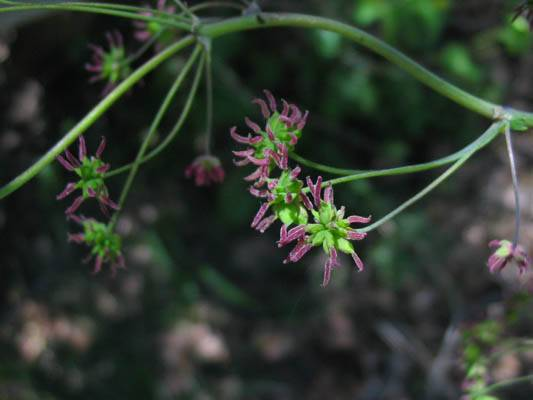